# Wiesław Nowiński
Wiesław Lucjan Nowiński (ur. 24 lipca 1953 w Tomaszowie Mazowieckim) – polski naukowiec pracujący w Singapurze w Agency for Science, Technology and Research, jest profesorem w dziedzinie nauk technicznych.  Jest autorem komputerowych map mózgu i laureatem wielu prestiżowych światowych nagród, w tym III edycji konkursu „Wybitny Polak” i autorem wielu patentów.

## Życiorys
Jest synem Ludwika i Janiny Nowińskiej. Jest absolwentem II LO im. Stefana Żeromskiego. W 1977 ukończył elektronikę na Politechnice Warszawskiej. Doktoryzował się z wyróżnieniem na Politechnice Łódzkiej z informatyki u profesora Edwarda Kąckiego. Pracował w Polskiej Akademii Nauk nad współbieżną rekonstrukcją obrazów w tomografii komputerowej. W 1991 wyjechał do Singapuru, gdzie opracował pierwszy komputerowy atlas mózgu. Wyprodukował ze swoim zespołem 35 komercyjnych atlasów mózgu. Posiada 71 patentów, z czego 23 w USA i 11 europejskich, oraz 68 wniosków patentowych. Jest autorem ponad 600 publikacji naukowych. Prowadził wykłady z radiologii w Medical Center University of Washington w Seattle. Wykładał także w Nanyang Technological University w Singapurze oraz pracował jako profesor wizytujący w chińskim Harbin Institute of Technology.
Otrzymał wiele prestiżowych nagród, w tym m.in. dwukrotnie Magna cum Laude (uznawaną za „Radiologicznego Oskara”) przyznawaną przez Radiological Society of North America.  W 2010 został nominowany do Azjatyckiej Nagrody Innowacyjności. W 2012 został wyróżniony nagrodą III edycji konkursu Wybitny Polak. W 2013 otrzymał tytuł „Pioniera Medycyny” od Society for Brain Mapping and Therapeutics (USA). W 2014 został nominowany do ścisłej trójki laureatów w kategorii „Całokształt twórczości” Europejskiego Wynalazcy Roku – konkursie organizowanym przez Europejski Urząd Patentowy. Od grudnia 2015 do 2022 był profesorem warszawskiego UKSW.
Stworzył NOWinBRAIN - największe repozytorium trójwymiarowych obrazów mózgu, zawierające 12 galerii z ponad 8600 obrazami, ogólnodostępne na stronie internetowej http://www.nowinbrain.org.
Został uhonorowany w 2018 znaczkiem pocztowym (Atlasy Mózgu Ludzkiego, Wiesław L. Nowiński) wydanym przez Pocztę Polską z okazji 100 lecia Urzędu Patentowego RP (pośród dwóch żyjących wynalazców stulecia).
Jest kawalerem Orderu Zasługi Rzeczypospolitej Polskiej za „zasługi w rozwijaniu polsko-singapurskiej współpracy”.
Jest żonaty.